# Einar Sporrong
Olof Emil Einar Sporrong, född den 20 maj 1885 i Stockholm, död där den 12 juni 1963, var en svensk militär.
Sporrong blev underlöjtnant vid Upplands artilleriregemente 1906, löjtnant vid Positionsartilleriregementet 1911, kapten där 1918, vid Svea artilleriregemente 1928. Han genom Artilleri- och ingenjörhögskolans högre kurs 1910–1912, var repetitör där 1912–1914, aspirant vid generalstaben 1915–1918, artilleristabsofficer 1920–1925, chef för artilleriets mätskola 1923–1924 och lärare vid Krigshögskolan 1923–1931. Sporrong befordrades till major i armén 1929, vid Norrlands artilleriregemente 1931, vid Karlsborgs artilleriregemente 1932, vid Göta artilleriregemente 1933, till överstelöjtnant vid Karlsborgs artilleriregemente 1934, vid luftvärnsartilleriet 1937, och till överste i armén 1940. Han biträdde vid uppsättandet av Östgöta luftvärnsartilleriregemente 1938–1939 och var luftvärnschef i Stockholm 1939–1945. Sporrong blev ledamot av Krigsvetenskapsakademien 1933. Han blev riddare av Svärdsorden 1927 och kommendör av andra klassen av samma orden 1944. Sporrong vilar på Norra begravningsplatsen utanför Stockholm.